# Lorenzo Magalotti
Lorenzo Magalotti (Florença, 1º de janeiro de 1584 - Ferrara, 19 de setembro de 1637) foi um cardeal do século XVII.

## Biografia
Nasceu em Florença em 1º de janeiro de 1584. Filho de Vincenzo Magalotti, senador florentino, e de Clarice Capponi. Cunhado do Papa Urbano VIII (sua irmã Costanza era casada com Carlo Barberini, irmão do papa e pai dos cardeais Francesco e Antonio). Tio dos Cardeais Francesco Barberini, Sr. (1623), Antonio Barberini (1627) e Francesco Maria Macchiavelli (1641).
Estudou Direito na Universidade de Perugia; e na Universidade de Pisa obteve o doutorado em utroque iure , tanto em direito canônico quanto em direito civil.
Após a morte de seu pai, mudou-se para Roma em 1608 e foi trabalhar na Cúria Romana. Referendário dos Tribunais da Assinatura Apostólica de Justiça e de Graça, 1609-1621. Vice-legado em Bolonha, de 22 de agosto de 1612 até 1614, durante a legação do Cardeal Maffeo Barberini, futuro Papa Urbano VIII. Governador de Montalto, 4 de março de 1616. Vice-legado em Viterbo, 1618. Governador de Ascoli, 23 de fevereiro de 1620 até 1621. Durante o pontificado do Papa Gregório XV, foi comissário geral do Estado Pontifício. Relator e posteriormente secretário da SC da Sagrada Consulta , maio a agosto de 1623. Comissário da Annona , dezembro de 1621. Comissário de Cássia, 1621. No pontificado do Papa Urbano VIII, secretário de cartas aos príncipes. Secretário de Estado, setembro de 1623 a maio de 1628.
Criado cardeal diácono no consistório de 7 de outubro de 1624; recebeu o barrete vermelho e a diaconia de S. Maria in Aquiro, 13 de novembro de 1624. Optou pela ordem sacerdotal, mantendo a diaconia de S. Maria in Aquiro, pro illa vice- título, 16 de dezembro de 1624. Optou pelo título de Ss. Giovanni e Paolo, 28 de fevereiro de 1628.
Eleito bispo de Ferrara, 5 de maio de 1628. Consagrado, 7 de maio de 1628, na capela do Palácio Quirinal (Palazzo Montecavallo), Roma, por Volpiano Volpi, arcebispo-bispo de Novara, auxiliado por Lorenzo Azzolini, bispo de Ripatransone, e por Celse Giuliano Zani, bispo de Città della Pieve. Ele celebrou um Sínodo Diocesano em Ferrara em junho de 1637.
Morreu em Ferrara em 19 de setembro de 1637. Exposto e sepultado na catedral de Ferrara, num túmulo próximo à escada do órgão. Posteriormente, seus restos mortais foram reenterrados em frente ao altar de S. Lorenzo com uma lápide apenas com seu nome, e quando foi instalado um novo piso na catedral, a lápide foi colocada por engano no túmulo do cardeal Francesco Maria Macchiavelli, em em frente ao altar da Circoncisione di Nostro Signore .